# Marino Guarguaglini
Marino Guarguaglini, connu sous la signature Marino (né en 1923 à Piombino, mort à Milan, le 4 février 1974) est un dessinateur de presse et un illustrateur italien, dont la popularité a été surtout assurée par les vignettes qu'il publiait dans l'hebdomadaire Guerin Sportivo.

## Biographie
Après s'être occupé de publicité pour le quotidien La Stampa, il commença à illustrer des livres, destinés aux jeunes lecteurs, qui étaient publiés par des éditeurs turinois ou milanais.
En 1958, il créa le personnage de bande dessinée « Cuoricino », pour l'hebdomadaire Il Monello (it), dont il réalisa, pendant une dizaine d'années les aventures, sur des scénarios de Corrado Zucca, Antonio Mancuso et Luigi Grecchi.
Appelé par le directeur Bruno Slawitz pour assurer la succession de Carlo Bergoglio (it) (plus connu sous le pseudonyme de « Carlin »), il a contribué pendant des années comme dessinateur de presse à l'hebdomadaire le Guerin Sportivo, dans lequel il publiait des dessins humoristiques dont la thématique était sportive, qu'il réalisait directement à l'encre de Chine, et dans lesquels il caricaturait les personnalités et les joueurs du football, les champions des autres sports, ou les protagonistes de la politique ou des spectacles. Ses dessins étaient souvent inspirés par les situations qu'Alberto Rognoni, l'un des principaux animateurs du « Guerin Sportivo » et une personnalité du football italien, lui suggérait.
— Alberto Rognoni
Ceux qui étaient la cible de ses satires étaient aussi les premiers à faire la queue pour en acquérir les originaux. Ses dessins les plus fameux représentent Nereo Rocco, Nicolò Carosio, Padre Eligio (it), Gianni Rivera, Claudio Herrera (it), Luigi Riva, Gianni Brera, mais aussi Giulio Andreotti, Amintore Fanfani ou Giovanni Malagodi, et figurent aujourd'hui dans toutes les grandes collections italiennes et européennes. 
Il réalisa une série de vignettes humoristiques que les clochards milanais lui avaient inspirées. Celles-ci furent rassemblées dans un album ( « I barboni visti da Marino » ) pour lequel il reçut le premier prix, dans la catégorie « Littérature illustrée » du Salon international de l'humour de Bordighera (it), en 1960. Il reçut le même prix, dans la catégorie « Thème fixe : la paix », qu'il partagea avec Gigi Vidris, en 1961, du même festival.

## Œuvres

### Articles
Marino Guarguaglini a publié les articles suivants :
- Il linguaggio fantalogico verbale / Marinò Guarguaglini, Giuseppe Selvaggi (it), da Arte, Il Giornale d'Italia, introduzione di Mario Verdone (it), Rome, 1994.

### Brochures
- 8e festival internazionale del film comico e umoristico / Marino Guarguaglini. Città di Bordighera. Tipolitografia Castagnoli, 1963.

### Illustrations
Marino Guarguaglini a illustré les ouvrages suivants :
- Ferdinando Magellano par Bruno Dell'Amore. Collana: I grandi viaggi di esplorazione. Paravia (it), Turin, 1944.
- Baciga il mozzo : romanzo peschereccio, Giovanni Descalzo (it), Illustrazioni di Marino Guarguaglini, Paravia, Turin, 1946.
- Le avventure di Pinocchio, Carlo Collodi, illustrate da Marino, Principato, Milan, 1946.
- Fiabe e leggende scandinave, raccolte e ordinate da Simonetta Palazzi, Illustrazioni di Marino, G. Principato, Milan, Messine, 1949.
- Fiabe e leggende baltiche, raccolte e ordinate da Mario Pintor, Illustrazioni di Marino, G. Principato, Milan, Messine, 1949.
- Fiabe e leggende balcaniche, raccolte e ordinate da Marina Spano, Illustrazioni di Marino, G. Principato, Milan, Messine, 1949.
- Fiabe e leggende della Russia, raccolte e ordinate da Marina Spano, Illustrazioni di Marino, G. Principato, Milan, Messine, 1949.
- Amerigo Vespucci : alla scoperta del continente Sud Americano, Eugenio Oberti, Illustrazioni di Marino, Paravia, Turin, 1949.
- L'alimento degli Dei, Il corpo rubato, H. G. Wells, illustrazioni di Marino, Chiantore, Turin, 1949.
- La Guerra dei mondi, H. G. Wells, (traduzione dall'inglese di Ada Salvatore), Illustrazioni di Marino, Ai quattro venti. G. Chiantore, Tipolitografia V. Bona, Turin, 1949.
- Il cadetto di Guascogna, Rodolphe Bringer, Traduzione di Simonetta Palazzi, Illustrazioni di Marino, Collezione Ai quattro venti, Casa Editrice Giovanni Chiantore, Turin, 1950.
- I fanfaroni del re, Paul Féval, Illustrazioni di Marino, Chiantore, Turin, 1951.
- Le tribolazioni di un cinese in Cina, Jules Verne, (traduzione integrale dal francese di Ada Salvatore), Illustrazioni di Marino, Ai quattro venti. Ser. 3, G. Chiantore, Tipolitografia V. Bona, Turin, 1951
- Cagliostro, il mago, Charles Quinel & Adhémar de Montgon, illustrazioni di Marino, Chiantore, Turin, 1950.
- Cuori intrepidi, James Oliver Curwood, Illustrazioni di Marino, Chiantore, Turin, 1951.
- Fiabe e leggende francesi / raccolte e narrate da Lydia Capece, illustrazioni di A. Aleardo Terzi e Marino, G. Principato, Milan, Messine, 1952.
- L'avocatt in bicicletta : il romanzo di cinquant'anni del ciclismo italiano nel racconto / di Eberardo Pavesi, Gianni Brera, copertina e disegni di Marino, La Gazzetta dello sport, Milan, 1952.
- In famiglia, Hector Malot, traduzione di Laura Pontiggia, illustrazioni di Marino, copertinada un dipinto di Vincent van Gogh, Mursia, Milan, 1953.
- Ragazzi sulla scogliera, Gina Vaj Pedotti, Illustrazioni di Marino, Piccoli, Milan, 1954.
- Un miracolo per Guglielmo Dois, Sara Fuzier Ducayla, Illustrazioni di Marino, Piccoli, Milan, 1955.
- Il segreto del mare, Ester Dolci De Pilato, illustrazioni di Marino, Piccoli, Milan, 1955.
- La reginetta del lavatoio,Gina Vaj Pedotti, illustrazioni di Marino, Piccoli, Milan, 1956.
- Il bimbo sconosciuto, Ernst Theodor Amadeus Hoffmann, a cura di Clara Valiani, Illustrazioni di Marino, Piccoli, Milan, 1956.
- Fiabe e leggende dell'Europa occidentale / illustrazioni di Aleardo Terzi e Marino, G. Principato, Milan, 1956.
- Fiabe e leggende dell'Europa orientale / illustrazioni di Marino, Enciclopedia della fiaba / a cura di Fernando Palazzi (it) con la collaborazione di vari autori, Principato, Milan, 1956 [8].
- Memorie di uno sfollato, Ernesto Bossi, disegni di Marino, Ceschina, Milan, 1956.
- Il ritorno di Gaia, Olga Visentini (it), Illustrazioni di Marino, Piccoli, Milan, 1958.
- L'omino che rideva sempre, Pina Ballario, Illustrazioni di Marino, Piccoli, Milan, 1959.
- A ritroso nel tempo con calzari di vento, Lisetta Bono, Illustrazioni di Marino, Piccoli, Milan, 1960.
- Il bambino dello specchio, Eugenia Martinez, Illustrazioni di Marino, Piccoli, Milan, 1961.
- I Caboto (Giovanni e Sebastiano Caboto), Enrica Grasso, illustrazioni di Marino, G. B. Paravia & C., 1961.
- Fiabe : raccolta di fiabe classiche / di Andersen, Carrol, Collodi, Grimm, Perrault ; copertina di Marino ; tavole di Borsa ... (e altri), Piccoli, Milan, 1962.
- Fiabe e leggende dell'Europa orientale / illustrazioni di Marino, G. Principato, Milan, Messine, 1963.
- Un viaggio di Gulliver, Jonathan Swift, A cura di Anna Maria De Benedetti, Illustrazioni di Marino, Editrice Piccoli, Milan, 1963.
- I racconti della Nana, Anna Maria De Benedetti, Illustrazioni di Marino, Editrice Piccoli, Milan, 1965.
- Il Le avventure di Don Chisciotte, Miguel de Cervantes, Illustrazioni di Marino, Biblioteca pagliuzze d'oro, Piccoli, Milan, 1966.
- Le pi` belle fiabe di Grimm / illustrazioni di Marino, Castelli in aria, Valentina Edizioni, Milan, 1986.
- Andersen / illustrate da Marino, Le fiabe dei sogni, Valentina, Milan, 1986.
- Le piú belle fiabe di Andersen, Grimm, Perrault / illustrate da Marino, Valentina Edizioni, Milan, 1986.
- Le fiabe dei sogni : storie di fate / illustrate da Marino, Castelli in aria, Valentina Edizioni, Milan, 1986.
- Fiabe meravigliose / illustrate da Marino, La Cinciallegra (Tipolitografia G. Canale & C), Turin, 1989,  (ISBN 88-390-6059-6).
- Cuoricino & c, Conrado Zucca, Antonino Mancuso, Luigi Grecchi, disegni di Marino, presentazione di Maurizio Costanzo, Universo, Cinisello Balsamo, 1992.
- Le fiabe della nonna / illustrazioni di Marino, Collezione Perla, Piccoli, Milan, (sans date).
- Le mille e una notte, narrate da Silverio Pisu, illustrate da Marino, Piccoli, Milan, (sans date).
- 1000 parole : 1000 pensierini, Ginevra Pelizzari, illustrazioni di Pomi ... (et al.), copertina di Marino, Piccoli, Milan, (sans date).
- I pattini d'argento, Mary Mapes Dodge, a cura di Nino Burdese, Illustrazioni di Marino, Editrice Piccoli, Milan, (sans date).
- Il barone di Munchhausen, Rudolf Erich Raspe, Illustrazioni di Marino, Biblioteca pagliuzze d'oro, Piccoli, Milan, (sans date).
- Il La capanna dello zio Tom, Harriet Beecher Stowe, Illustrazioni di Marino, Biblioteca pagliuzze d'oro, Piccoli, Milan, (sans date).
- Le avventure di Tom Sawyer, Mark Twain, a cura di Giovanni Burdese, Illustrazioni di Marino, Biblioteca pagliuzze d'oro, Editrice Piccoli, Milan, (sans date).

### Ouvrages pédagogiques
Marino Guarguaglini a participé à la réalisation des ouvrages pédagogiques suivants :
- L'enciclopedia del bambino, Jean Steen, Illustrazioni di: Pierre Brasseur.... [et.al.], copertina di Marino, Piccoli, Milan, 1958.
- A B C dei mestieri, Illustrazioni di Bruno Tomba, copertina di Marino, Piccoli, Milan, 1959.
- Ecco l'alfabeto, Tavole di Giorgio Michetti, Copertina di Marino, Piccoli, Milan, 1960.
- Letture integrative per la 2. elementare, (Note ed esercitazioni a cura di Maria G. Brunetti Bucceri, Illustrazioni di Marino, Impaginazione di Barbara Vicini), Piccoli, Milan, (sans date).

### Recueils
Marino Guarguaglini a publié les recueils de dessins suivants :
- Marino / prefazione di Luciano Anceschi (it), Quaderni del disegno contemporaneo, Galleria della Spiga e Corrente, Milan, 1943.
- I barboni visti da Marino, Presentazione di Orio Vergani, Piccoli, Milan, 1960.
- Cuoricino & c, Conrado Zucca, Antonino Mancuso, Luigi Grecchi, disegni di Marino, presentazione di Maurizio Costanzo, Universo, Cinisello Balsamo, 1992[9].